# Хотінський парк
Хоті́нський парк — парк-пам'ятка садово-паркового мистецтва місцевого значення в Україні. Об'єкт природно-заповідного фонду Сумської області. 

## Опис
Площа 52,6 га. Оголошено територією ПЗФ 10.12.1990 року. 
Розташовується на правому березі річки Олешня на околиці смт Хотінь. Закладений в сер. ХІХ ст. в стилі англійського пейзажного парку. У складі насаджень
близько 20 видів дерев та чагарників, серед яких є окремі дерева дуба черешчатого (віком понад 200-350 років), липи (віком понад 100 років). Пов'язаний з іменами вдатних просвітників: О. О. Паліцина, В. Н. Каразіна, поета В. І. Туманського, декабриста С. Г. Волконського.